# Josef Seigerschmidt
Josef Seigerschmidt (cca 1816 – 22. září 1884 Nymburk) byl rakouský politik české národnosti z Čech, poslanec Českého zemského sněmu, starosta Nymburku.

## Biografie
Politicky aktivní byl již v revolučním roce 1848. Byl tehdy v zemských volbách zvolen na Český zemský sněm, který se ale nakonec nikdy nesešel. A stal se i purkmistrem Nymburka. Byl měšťanem v Nymburku, kde zasedal v městské radě a v letech 1873–1878 byl starostou města. V období let 1865–1868, 1872–1875 a 1879–1883 působil jako okresní starosta v Nymburku. Jako starosta města Nymburk se zasloužil roku 1881 o výstavbu městské nemocnice.
V 70. letech se zapojil do vysoké politiky. V doplňovacích volbách v roce 1874 byl zvolen na Český zemský sněm, kde zastupoval kurii venkovských obcí, obvod Nymburk, Benátky. Čeští poslanci tehdy praktikovali politiku pasivní rezistence (bojkotu sněmu), takže na práci sněmu se fakticky neúčastnil, byl pro absenci opakovaně zbaven mandátu a manifestačně znovu zvolen. Takto uspěl v doplňovacích volbách roku 1875, 1876 a 1877. Uspěl i v řádných volbách v roce 1878. Patřil k Národní straně (staročeské).
Zemřel v září 1884 ve věku 68 let po dlouhé a bolestivé nemoci. Příčinou úmrtí byla rakovina a sešlost.